# Dodge Dynasty
La Dynasty è un'autovettura mid-size prodotta dalla Dodge dal 1988 al 1993. In Canada ed in Messico il modello è stato invece commercializzato con il nome di Chrysler Dynasty.

## Storia

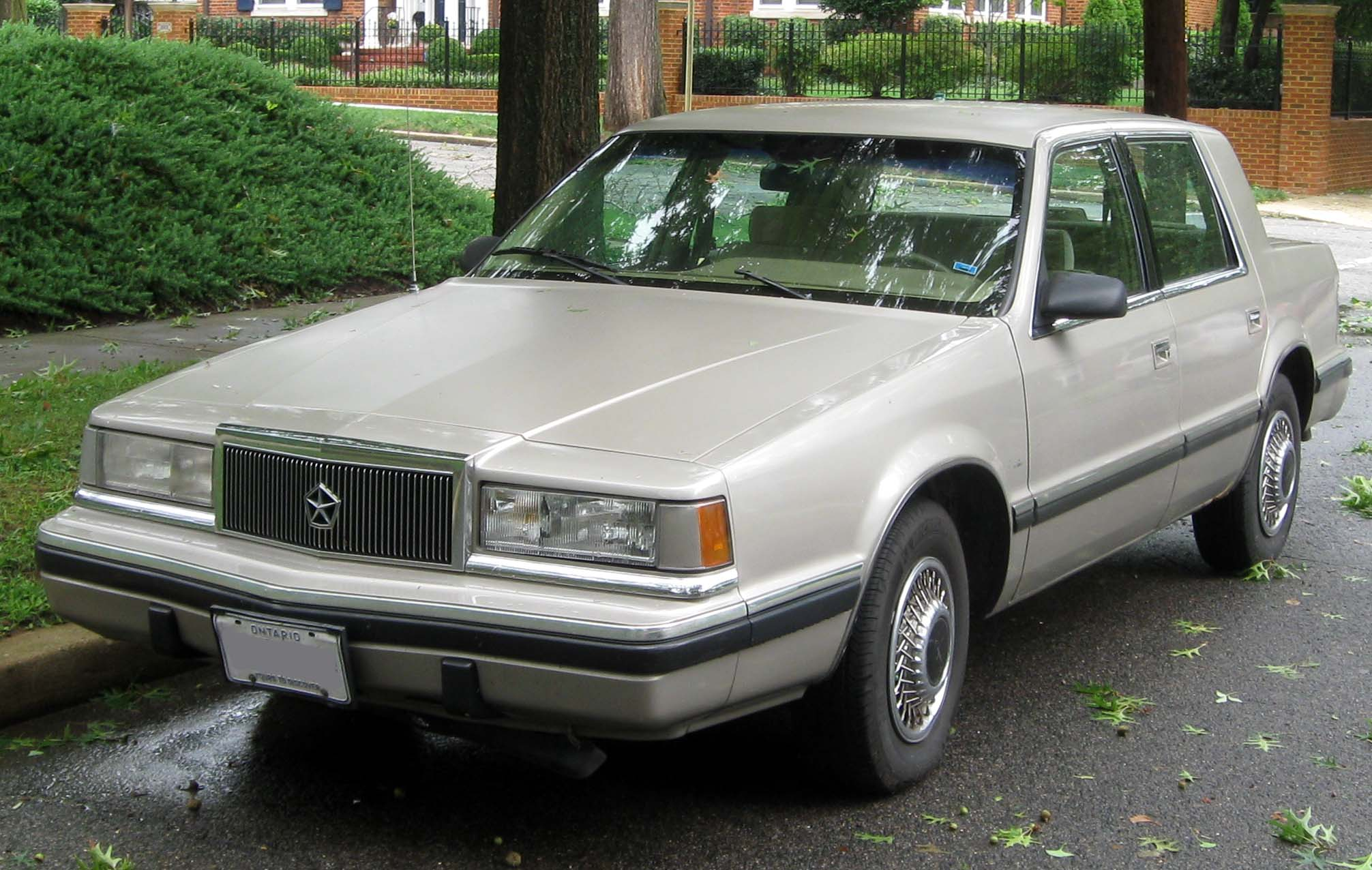
Una Chrysler Dynasty venduta in Canada

Il modello era a trazione anteriore e venne offerto solo in versione berlina quattro porte. Nella gamma Dodge, la Dynasty sostituì la 600. Introdotta nel 1987 per il model year 1988, la Dynasty era strettamente legata alla Chrysler New Yorker; entrambe le vetture erano infatti costruite sul pianale C del gruppo Chrysler nello stabilimento di Belvidere, nell'Illinois. La New Yorker era comunque collocata, nella gamma del gruppo, sopra la Dynasty.
I livelli di allestimento erano due, quello base e l'LE. In aggiunta, dal 1992 fu offerto sui modelli dotati di allestimento LE, il pacchetto "Brougham", che comprendeva un tettuccio imbottito.
Sebbene abbastanza popolare, lo stile imposto da Lee Iacocca era squadrato e classico, perlomeno rispetto alla linea aerodinamica dei modelli concorrenti come la quinta serie della Ford Taurus.
In Canada ed in Messico il modello è stato commercializzato come Chrysler Dynasty. Nel secondo paese citato la Dynasty era offerta solo con i motori V6. In Canada il motore a quattro cilindri in linea era invece disponibile, anche se venne ordinato raramente.
Quando la produzione della Dynsty terminò il 28 maggio 1993, lo stabilimento di Belvidere fu riconvertito per l'assemblaggio della Dodge Neon. La Dynasty fu sostituita dalla Stratus e dalla Intrepid.

## Caratteristiche tecniche
La motorizzazione comprendeva un propulsore Chrysler a quattro cilindri in linea da 2,5 L di cilindrata, un V6 Mitsubishi 6G72 da 3 L ed un V6 Chrysler EGA da 3,3 L. Quest'ultimo fu però offerto dopo il 1990. I primi due motori citati erano offerti con cambio automatico TorqueFlite a tre rapporti (più precisamente il modello A413 per il quattro cilindri ed l'A670 per il V6 da 3 L), mentre il propulsore da 3,3 L era disponibile solo con cambio automatico a quattro rapporti Ultradrive/A604. Il motore era montato anteriormente.
Tutte le Dynasty furono equipaggiate di airbag lato passeggero dal 1990 al 1993. Nei model year citati era anche montato, anche in questo caso su tutti i modelli, un ABS prodotto dalla Bendix. Il 1993 fu l'unico anno in cui il modello venne dotato di impianto di scarico in acciaio.